# HMS Laforey (G99)
HMS Laforey (G99) là một tàu khu trục lớp L được Hải quân Hoàng gia Anh Quốc chế tạo vào cuối những năm 1930. Nó đã nhập biên chế và phục vụ trong Chiến tranh Thế giới thứ hai cho đến khi bị đánh chìm bởi ngư lôi phóng từ tàu ngầm U-boat Đức U-223 tại Địa Trung Hải vào ngày 30 tháng 3 năm 1944.

## Thiết kế và chế tạo
Laforey được đặt hàng cho xưởng tàu của hãng Yarrow Shipbuilders ở Scotstoun, Glasgow vào ngày 31 tháng 3 năm 1938 trong Dự toán Ngân sách Hải quân 1937. Nó được đặt lườn vào ngày 1 tháng 3 năm 1939, cùng ngày với con tàu chị em HMS Lance; được hạ thủy vào ngày 15 tháng 2 năm 1941 và được đưa ra hoạt động vào ngày 26 tháng 8 năm 1941. Tổng chi phí chế tạo nó là 445.684 Bảng Anh, không kể đến những trang bị như vũ khí và thiết bị liên lạc do Bộ Hải quân Anh cung cấp. Nó được cộng đồng cư dân của Northampton đỡ đầu vào tháng 11 năm 1941.

## Lịch sử hoạt động

### Vùng biển Địa Trung Hải

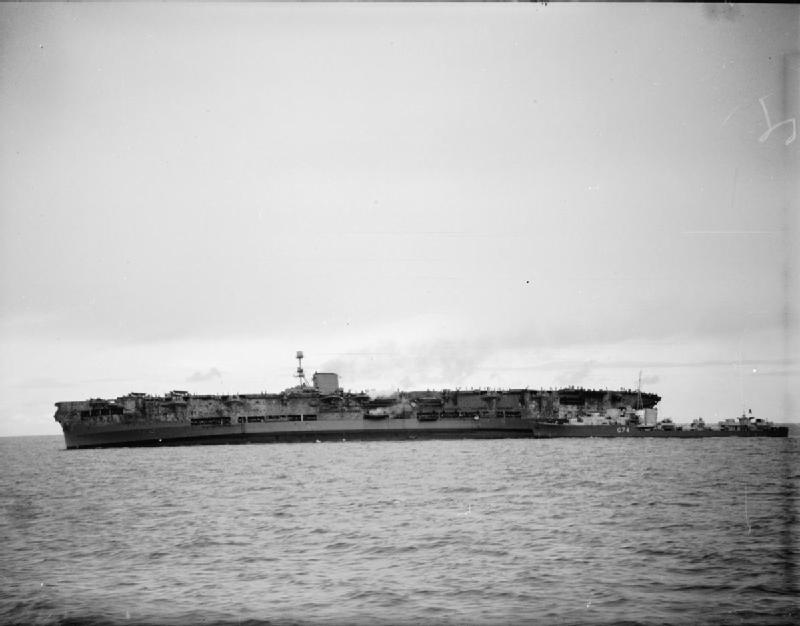
Tàu sân bay đang chìm sau khi trúng ngư lôi từ tàu ngầm Đức U-81. Tàu khu trục đang cặp mạn để cứu những người sống sót; Laforey đang tiếp cận để cung cấp điện và nước cho một số ít người còn ở trên tàu.

Sau khi nhập biên chế, Laforey được phân về Chi hạm đội Khu trục 19 trực thuộc Hạm đội Nhà như là soái hạm khu trục. Nó gần như ngay lập tức được điều sang Địa Trung Hải, nơi nó tăng cường cho Lực lượng H để hộ tống một đoàn tàu vận tải tiếp liệu cho Malta đang bị phong tỏa trong Chiến dịch Halberd. Cho dù bị không kích ác liệt, đoàn tàu vẫn đến được Malta vào ngày 28 tháng 9, và Laforey quay trở về Gibraltar cùng các con tàu thuộc Lực lượng X. Đến tháng 10, nó nhập biên chế thường trực cùng Lực lượng H, thực hiện hộ tống vận tải và tuần tra bảo vệ hạm đội. Vào ngày 10 tháng 11, nó cùng các tàu khu trục HMS Lightning, HMS Legion, HMS Sikh, HMS Zulu, HMS Gurkha và tàu khu trục Hà Lan HNLMS Isaac Sweers được bố trí hộ tống tàu tuần dương HMS Hermione, thiết giáp hạm HMS Malaya và các tàu sân bay HMS Ark Royal và HMS Argus trong một chiến dịch nhằm chuyển giao máy bay tiêm kích đến Malta. Ark Royal trúng ngư lôi phóng từ tàu ngầm U-boat Đức U-81 vào ngày 13 tháng 11, trong khi lực lượng đặc nhiệm quay trở về Gibraltar. Laforey thực hiện nhiều cuộc tấn công chống tàu ngầm bất thành nhắm vào một tín hiệu sonar nghi ngờ, trước khi canh phòng cạnh chiếc tàu sân bay. Cuối ngày hôm đó, nó nối một đường cáp cung cấp điện cho Ark Royal để hỗ trợ các hoạt động kiểm soát hư hỏng. Họ cuối cùng không thành công, khi Ark Royal đắm vào ngày hôm sau, và chiếc tàu khu trục quay trở về Gibraltar.
Laforey trải qua tháng 1 năm 1942 trong thành phần tuần tra chống tàu ngầm được thành lập nhằm đánh chặn tàu ngầm U-boat đối phương khi chúng băng qua eo biển Gibraltar. Vào ngày 18 tháng 1, nó cùng với HMS Hesperus (H57) ngăn chặn và tấn công U-93 bằng mìn sâu. Nó trải qua tháng 2 và tháng 3 hộ tống các đoàn tàu vận tải vượt Đại Tây Dương và hộ tống các tàu sân bay trong các chiến dịch vận chuyển máy bay đến Malta. Vào ngày 1 tháng 4, nó được cho tách khỏi Lực lượng H và lên đường đi Freetown để hộ tống các đơn vị hạm đội và bảo vệ các đoàn tàu vận tải tại Nam Đại Tây Dương. Nó đi đến Cape Town vào ngày 18 tháng 4 cùng với một đoàn tàu vận tải quân sự, và hộ tống chúng đi Durban, đến nơi vào ngày 22 tháng 4.

### Chiến dịchIronclad
Vào ngày 28 tháng 4, Laforey được điều động để hỗ trợ cho Chiến dịch Ironclad, một kế hoạch nhằm giành lại quyền kiểm soát Madagascar từ phe Vichy Pháp. Nó tiến hành bắn phá bờ biển vào ngày 2 tháng 5, rồi cùng các tàu khu trục HMS Anthony và HMS Lightning thả phao tiêu đánh dấu luồng tuyến thích hợp cho khu vực đổ bộ tại Diego Suarez vào ngày 4 tháng 5. Vào ngày hôm sau, Laforey và Lightning dẫn đầu các tàu đổ bộ tiến vào cảng, và bắn pháo hỗ trợ. Sang ngày 6 tháng 5, Laforey cùng các tàu chị em Lightning và HMS Lookout đã hộ tống cho thiết giáp hạm HMS Ramillies truy tìm một tàu chiến Nhật Bản được báo cáo hiện diện trong khu vực. Đến ngày 7 tháng 5, Laforey bảo vệ cho Anthony khi nó cho đổ bộ binh lính lên bờ, và từ ngày hôm sau bắt đầu một loạt các chuyến tuần tra chống tàu ngầm, kéo dài cho đến khi nó được tách khỏi chiến dịch vào ngày 27 tháng 5. Nó cùng với Lookout và Lightning lên đường đi Colombo, Ceylon để gia nhập Hạm đội Đông, trải qua gần hết tháng 6 tiến hành thực tập và càn quét, trước khi lên đường đi Mombasa vào ngày 23 tháng 6.

### Quay lại Địa Trung Hải
Đi đến Mombasa vào ngày 1 tháng 7, Laforey thoạt tiên được bố trí đến Nam Đại Tây Dương truy tìm các tàu vượt phong tỏa và hộ tống vận tải. Vào ngày 19 tháng 7, nó được cho tách ra và được đề cử gia nhập trở lại Lực lượng H. Sau khi đi vòng quanh châu Phi cùng một số tàu chiến chủ lực, nó đi đến Gibraltar vào đầu tháng 8, và khởi hành vào ngày 9 tháng 8 hộ tống các con tàu trong khuôn khổ Chiến dịch Pedestal. Vào ngày 10 tháng 8, nó cùng với HMS Lookout hộ tống cho chiếc tàu sân bay HMS Furious trong một nỗ lực chuyển giao máy bay tiêm kích đến Malta, nhưng được cho tách ra vào ngày 11 tháng 8 để cứu vớt những người sống sót từ chiếc tàu sân bay HMS Eagle bị trúng ngư lôi. Hai chiếc tàu khu trục cùng một tàu kéo đã cứu được 927 người. sau khi chuyển giao những người sống sót sang chiếc HMS Keppel, Laforey tiếp tục hộ tống đoàn tàu vận tải. Cùng với HMS Fury và HMS Foresight, nó tung ra một cuộc tấn công bất thành nhằm vào tàu ngầm Ý Brin cuối ngày hôm đó.
Ngày hôm sau 12 tháng 8, đoàn tàu chịu đựng không kích nặng nề của đối phương. Laforey xoay xở tránh khỏi bị hư hại cùng một số tàu chiến khác, và được cho tách ra sau đi đến eo biển Sicily. Họ tiếp tục ở lại khu vực này cho đến ngày 14 tháng 8, khi họ lên đường quay trở về Gibraltar, về đến nơi vào ngày 15 tháng 8. Nó được bố trí vào ngày hôm sau để hộ tống cho HMS Furious và tàu tuần dương hạng nhẹ HMS Charybdis trong một chuyến chuyển giao máy bay khác đến Malta. Họ quay trở về vào ngày 18 tháng 8, và chiếc tàu khu trục bắt đầu các hoạt động tuần tra chống tàu ngầm ngoài khơi Gibraltar từ ngày 21 tháng 8.

### Lực lượng Q
Laforey và chi hạm đội của nó được điều động đến Bône trong thành phần Lực lượng Q vào đầu năm 1943. Các con tàu của lực lượng chịu đựng không kích nặng nề của đối phương, và Laforey đã buộc phải đánh chìm tàu chở dầu SS British Metal vào ngày 6 tháng 1, sau khi chiếc này bốc cháy trong một cuộc không kích. Nó tiến hành các cuộc tuần tra ngăn chặn và bảo vệ đoàn tàu vận tải trong suốt tháng 2 và tháng 3. Vào ngày 28 tháng 4, nó cùng tàu khu trục HMS Tartar tham gia trận đụng độ với sáu tàu phóng lôi E-boat và một tàu ngầm đối phương. Họ đã đánh chìm một chiếc E-boat bằng cách húc vào nó, và làm hư hại hai chiếc khác; nó bị hư hại phần mũi tàu trong trận này.
Sang tháng 5, Laforey được bố trí cùng Lực lượng Q để đánh chặn tàu bè đối phương đang tìm cách triệt thoái binh lính Đức khỏi Cap Bon sau khi Quân đoàn Phi Châu bị đánh bại. Vào ngày 8 tháng 5, nó cùng HMS Tartar đã chiếm được hai tàu buôn, nhưng sang ngày hôm sau Laforey chịu đựng hỏa lực từ các khẩu đội pháo duyên hải và bị bắn trúng phòng động cơ, chịu hư hại đáng kể và một số thương vong và buộc phải rút lui về Malta để sửa chữa. Trên đường quay trở lại Lực lượng Q sau khi hoàn tất sửa chữa, nó trinh sát đảo Plane và bắt giữ làm tù binh 23 binh lính đối phương. Nó gia nhập trở lại Lực lượng Q vào ngày 23 tháng 5.
Đến tháng 6, Laforey tham gia bảo vệ cho cuộc đổ bộ lực lượng Đồng Minh lên Pantelleria trong khuôn khổ Chiến dịch Corkscrew, nơi nó bắn phá các vị trí của đối phương, trước khi lên đường đi Alexandria hộ tống các đoàn tàu vận tải cho kế hoạch đổ bộ lên Sicily. Khi cuộc đổ bộ diễn ra vào ngày 9 tháng 7, nó đã bắn phá các vị trí của đối phương trong đất liền. Vào ngày 15 tháng 8, nó đón lên tàu tướng Sir Harold Alexander để đưa ông đến Augusta. Nó tiếp tục hoạt động bắn phá và tuần tra chống tàu ngầm trong suốt tháng 7. Vào ngày 23 tháng 7, nó cùng với tàu khu trục HMS Eclipse đã đánh chìm chiếc tàu ngầm Ý Ascianghi sau khi chiếc này hoặc chiếc U-boat Đức U-407 đã phóng ngư lôi nhắm vào HMS Newfoundland.
Đến tháng 8, Laforey được chọn tham gia cuộc đổ bộ lên lục địa Ý tại Salerno, và vào ngày 21 tháng 8, nó cùng bốn tàu khu trục khác đã thực hiện cuộc tấn công càn quét trong eo biển Messina. Nó sau đó hộ tống các tàu vận tải và bảo vệ cho cuộc đổ bộ. Vào ngày 9 tháng 8, nó chịu đựng hỏa lực pháo bờ biển và bị bắn trúng năm quả đạn pháo, khiến một người thiệt mạng, hai người bị thương và một phòng nồi hơi phải ngừng hoạt động. Nó quay trở về Malta để sửa chữa những hư hại về cấu trúc cho đến giữa tháng 10, khi nó quay trở lại các hoạt động tuần tra dọc bờ biển nước Ý.
Vào ngày 1 tháng 11, Laforey hộ tống hai tàu buôn đi từ Malta đến Naples, và vào ngày 3 tháng 11 đã hộ tống một đoàn tàu quân sự đi Augusta. Đến ngày 5 tháng 11, nó đã tiến đến trợ giúp một tàu buôn Hoa Kỳ bị mắc cạn về phía Đông Bắc Augusta, kéo nó khỏi mắc cạn trước khi quay trở về Malta để tiếp nhiên liệu. Nó trải qua thời gian còn lại của tháng và phần lớn tháng 12 tại Malta trước khi quay trở lại khu vực bờ biển Ý vào ngày 23 tháng 12. Đến ngày 25 tháng 12, nó phát hiện hai tàu phóng lôi E-boat trên màn hình radar và đã di chuyển để đánh chặn, nhưng đối phương đã chạy thoát. Sau đó nó tiến hành các hoạt động bắn phá bờ biển.
Laforey được bố trí tuần tra ngoài khơi đảo Corse vào ngày 4 tháng 1 năm 1944 trước khi hướng đến vịnh Naples. Vào ngày 6 tháng 1 nó đánh chìm một lườn tàu Liberty, và vào ngày 7 tháng 1 được phái đến vùng biển ngoài khơi Capri tìm kiếm một xuồng cứu sinh. Đến ngày 18 tháng 1, nó cùng một số tàu chiến khác đã bắn phá các mục tiêu chung quanh Gaeta. Con tàu chịu đựng những cuộc không kích và hỏa lực pháo bờ biển trong các chiến dịch này. Sau khi được tiếp liệu tại Naples, nó cùng HMS Loyal và HMS Jervis tham gia các tàu hộ tống khác cho Chiến dịch Shingle, cuộc đổ bộ lên Anzio. Vào ngày 22 tháng 1, nó cùng HMS Loyal dẫn đầu cuộc đổ bộ lên khu vực bãi "P", tiếp tục ở lại ngoài khơi khu vực đổ bộ để bắn pháo hỗ trợ và phòng thủ chống lại các cuộc không kích cũng như bắn phá mặt biển của đối phương. Vào ngày 23 tháng 1, nó giúp cứu vớt những người sống sót từ chiếc HMS Janus sau khi chiếc này bị đánh chìm bởi một quả bom lượn Fritz X điều khiển bằng vô tuyến; và đến ngày 29 tháng 1, nó lại cứu vớt những người sống sót của chiếc HMS Spartan khi nó cũng bị đánh chìm bởi vũ khí tương tự.
Trong tháng 2, Laforey được điều động sang Chi hạm đội Khu trục 14, và vào ngày 18 tháng 2 nó đã bắn phá Formica trước khi được bố trí cùng HMS Faulknor vào ngày 25 tháng 2 để đánh chặn các tàu E-boat. Nó được tách ra trong một giai đoạn ngắn để trợ giúp một chiếc LST bị mắc cạn tại Sabaudio nhưng đã không giúp được gì, trước khi gia nhập trở lại cùng Faulknor cho một cuộc tấn công phối hợp bằng mìn sâu vào một tín hiệu nghi ngờ là tàu ngầm đối phương. Vào ngày 26 tháng 2, lực lượng được tăng cường với sự tham gia của HMS Lamerton và HMS Hambledon; bản thân Laforey trở thành mục tiêu của một quả ngư lôi dò âm, vốn phát nổ trên sóng rẽ nước của nó. Hoạt động chống tàu ngầm được tiếp nối vào ngày 27 tháng 2, khi có sự tham gia của hai tàu khu trục khác, và kết thúc vào ngày 28 tháng 2, khi các con tàu quay trở về Naples. Laforey đi đến Naples với những người sống sót từ chiếc HMS Inglefield, vốn bị đánh chìm ngoài khơi Anzio vào ngày 25 tháng 2 bởi một quả bom lượn.
Laforey lại được bố trí ngoài khơi Anzio vào ngày 9 tháng 3 cho hoạt động hỗ trợ và tuần tra, kéo dài đến ngày 19 tháng 3. Sang ngày 23 tháng 3, nó lại được phái quay trở lại Anzio, và vào ngày hôm sau được bố trí tuần tra ngăn chặn ban đêm và chống tàu ngầm cùng với HMS Grenville. Vào ngày 25 tháng 3, họ đối đầu với những chiếc E-boat sau khi phát hiện chúng trên radar. Nó sau đó khởi hành đi Naples, và được bố trí tuần tra ngoài khơi bờ biển phía Tây nước Ý vào ngày 28 tháng 3.
Cùng các tàu khu trục HMS Tumult, HMS Tuscan, HMS Urchin, HMS Hambledon và HMS Blencathra, Laforey thực hiện một săn tìm chiếc tàu ngầm Đức U-223 về phía Bắc Palermo vào ngày 29 tháng 3. U-223 đã bị HMS Ulster phát hiện trong một chuyến tuần tra càn quét thường lệ. Cuộc tìm kiếm kéo dài cho đến ngày 30 tháng 3, khi U-223 phải chịu đựng trong nhiều giờ các cuộc tấn công bằng mìn sâu và bị buộc phải nổi lên mặt nước. Nó bị các tàu khu trục tấn công bằng hải pháo ở khoảng cách 1.500 thước Anh (1.400 m), nhưng vẫn xoay xở phóng một loạt ba quả ngư lôi vốn trúng vào Laforey. Chiếc tàu khu trục chìm nhanh chóng ở tọa độ 38°54′B 14°18′Đ / 38,9°B 14,3°Đ, làm thiệt mạng hầu hết những người trên tàu kể cả hạm trưởng; chỉ có 65 người sống sót trong tổng số 247 thành viên thủy thủ đoàn. U-223 bị đánh chìm ngay sau đó. Những người sống sót của cả Laforey và U-223 được HMS Blencathra, HMS Hambledon và HMS Tumult cứu vớt.